# 241136 Sandstede
241136 Sandstede è un asteroide della fascia principale. Scoperto nel 2007, presenta un'orbita caratterizzata da un semiasse maggiore pari a 2,5910146 UA e da un'eccentricità di 0,2774448, inclinata di 12,29913° rispetto all'eclittica.
L'asteroide è dedicato all'astrofilo tedesco Gerd Sandstede.